# Makarij Glucharev
Makarij Glucharev (1792 - 1847) byl ruským pravoslavným archimandritou, misionářem Altaje a je pokládán za zakladatele ruského pravoslavného ekumenického hnutí.
Udržoval přátelské styky s křesťany jiných tradic (např. s kvakery Grelletem a Allenem, kteří jej roku 1819 navštívili v Jekatěrinoslavi), k jeho nenaplněným snům patřila výstavba kostela v Moskvě, sestávajícího ze tří částí – pro pravoslavné, katolíky a luterány.
Roku 1834 Makarij navrhl prostřednictvím metropolity Filareta synodu, aby byl pořízen překlad Bible do současné ruštiny. Filaret však Makariův návrh zatajil, aby jej ochránil před nepřízní jeho nadřízených, kteří pro jeho návrh neměli pochopení. Makarij sám roku 1837 přeložil do ruštiny knihu Jób a o dva roky později knihu Izajáš.
S nepochopením církevní vrchnosti se setkal i jeho návrh z roku 1825 na vytvoření společenství diakonek, které by pomáhaly misionářům zejména péčí o nemocné a vyučováním. Fakticky však Makariovi v misijní činnosti takto vypomáhaly charitativní prací tři ženy, z toho jedna lékařka.
Roku 2000 byl synodem ruských biskupů svatořečen. Někteří komentátoři však poukazovali na to, že kdyby byl Makarij naživu v době své kanonizace, patrně by byl synodem za své názory odsouzen.